# Helene Schjerfbeck
Helene (Helena Sofia) Schjerfbeck (født 10. juli 1862 i Helsingfors; død 28. januar 1946 i Saltsjöbaden) var en finsk maler.
Efter uddannelse på Kunstforeningens skole i Helsingfors begyndte Scherfbeck at male i den historicistiske stil, men udviklede gennem årene en mere og mere enkel og modernistisk stil. Hun var på en del studierejser til Paris, Bretagne, England og Italien og var især påvirket af fransk impressionisme (3. medalje på verdensudstillingen i 1889).
Tilbage i Finland virkede hun 1894-1902 ved Finsk Kunstforenings Skole. Hendes personlige og yndefulde kunst, stærkt impressionistisk forenklende i farver og tegning, hæmmedes i sin udfoldelse i de senere år på grund af sygelighed. Hendes billeder er rigt repræsenteret på det finske nationalmuseum, Ateneum, og flere af hendes billeder findes på finske frimærker.

## Biografi
Schjerfbeck voksede op i små kår i en finlandssvensk familie i Helsingfors. Efter farens død i 1876 levede familien af moderens enkepension og ved at udleje værelser. Da Scherfbeck i 4-års alderen faldt ned af en trappe, havde man ikke råd til lægehjælp og lod skaden hele sig selv. Følgen blev at hun resten af livet var plaget af smerter og haltede.
I 1873, kun 11 år gammel, blev hun optaget på den finske kunstforenings tegneskole. Hun studerede senere på bl.a. Academie Colarossi i Paris, hvor hun startede i 1881. Efter studierejser rundt i det meste af Europa vendte hun tilbage til Helsingfors og tegneskolen, men brød sig ikke om tidens nationalromantiske stil.
I 1902 flyttede hun sammen med moderen til den lille by Hyvinge nord for Helsingfors, hvor de boede i en toværelses lejlighed i 20 år. I denne periode udviklede hun sin modernistiske stil inspireret af Manet, van Gogh, Cézanne m.fl., hvis værker hun studerede i nye kunstbøger og tidsskrifter.
Det var bekendtskabet med en kunsthandler, Gösta Stenman, der førte til hendes gennembrud. Han købte hendes malerier og solgte dem i sin kunsthandel i Helsingfors, og efter et stykke tid begyndte han at betale hende løn. Det var også ham, der arrangerede hendes første separatudstilling i 1917. Nogle år senere fik hun en pension fra den finske stat og en orden, Finlands hvide rose.
Et par år efter moderens død i 1923 bosatte Schjerfbeck sig i kystbyen Ekenäs, hvor hun blev, indtil hun under krigen måtte flytte til et sanatorium og til sidst til Saltsjöbaden uden for Stockholm, hvor hun døde den 23. januar 1946.

## Udstillinger
Helena Schjerfbeck udstiller for første gang på Den Finske Kunstforenings årsudstilling i 1879, hvor hun sidenhen udstiller flere gange.
Helene Scherfbecks billeder har flere gange været udstillet i Danmark. Ordrupgaard havde en særudstilling med hende i 2011-12 og adskillige af hendes billeder var repræsenteret på Statens Museum for Kunsts særudstilling Japanomania i 2017.
Tre af hendes malerier indgik i udstillingen Against All Odds – Historiske kvinder og nye algoritmer på Statens Museum for Kunst i 2024.
Den rødehårede pige II blev solgt for 1.205.000 GBP på auktion hos Sotheby's.
| - Fotografier med Helene Schjerfbeck - 1880 - Portrætfoto, 1881/82 - 1937 - Ukendt dato |

| - Selvportrætter af Helene Schjerfbeck - 1884 - 1895 - 1912 - 1915 - 1934 - 1935 - 1939 - 1942 - 1944 - 1945 - 1946 |

| - Andre værker af Helene Schjerfbeck - En såret soldat i den finske krig. Billede fra 1880'erne - En spanier, 1881 - En dreng mader sin lillesøster, 1881 - Balskoene, 1882 - En piges profil, 1887 - Rekonvalescenten, 1888 - Cypresser, Fiesole, 1894 - Fragment, ca. 1904 - Kostumebillede I, 1908-09 - Maria, 1909 - Annuli læsende, 1923 - Rekonvalescenten II, 1927 - Billedbogen, 1927 - Spansk pige, o. 1928 - Pige med blåt bånd, 1943 - Stilleben med frugt, ukendt dato |